# 三叶草属
三叶草属（Trifolium），又名车轴草属，是豆科的一个属，其下植物为广泛分布于北半球温带的多年生草本植物。叶子互生，呈长圆形；有特别长的根系，可适应不同的气候和土壤条件，吸收土壤中的矿物质和其他营养，在旱季亦可生存；还可以作为牧草、绿肥作物或者观赏植物，种植车轴草能使土地肥沃。
在西方很多国家（如英国、美国），长有四片叶子的三叶草（即“四叶草”）代表着幸运。因为四片叶子的三叶草被认为是只有在伊甸园中才有的植物。而在有些国家里，扑克牌里面的梅花就是代表幸运的车轴草。在中国，三叶草数目不同会有不同的花语，比如三片代表希望等。
其下部分物种如红三叶草在引入其他地区后成为入侵物种。

## 文化

三叶草属的花序

白花三叶草（Trifolium repens）及钝叶车轴草（Trifolium dubium）常被視為爱尔兰的象徵。
本属多数为三小叶，偶尔出现四叶的突变——俗称四叶草，被视为幸运的象征。其它被称为三叶草的車軸草族成员、包括苜蓿属也有同样的文化寓意。